# June Bride
June Bride (bra: A Noiva da Primavera) é um filme estadunidense de 1948, do gênero comédia romântica, dirigido por Bretaigne Windust, e estrelado por Bette Davis e Robert Montgomery. O roteiro de Ranald MacDougall foi baseado na peça teatral "Feature for June" (1944), de Eileen Tighe, Sarah Lorimer e Graeme Lorimer, indicada ao Writers Guild of America Award de melhor comédia escrita. A produção da Warner Bros. marcou a estreia cinematográfica de Debbie Reynolds, embora sua aparição não tenha sido creditada.

## Sinopse
Linda Gilman (Bette Davis) começa a trabalhar em uma revista feminina e vai para Indiana cobrir um típico casamento estadunidense para uma matéria do mês de junho sobre noivas. Lá, acaba se apaixonando pelo também jornalista Carey Jackson (Robert Montgomery).

## Elenco
- Bette Davis como Linda Gilman
- Robert Montgomery como Carey Jackson
- Fay Bainter como Paula Winthrop
- Betty Lynn como Barbara "Boo" Brinker
- Tom Tully como Whitman Brinker
- Barbara Bates como Jeanne Brinker
- Jerome Cowan como Carleton Towne
- Mary Wickes como Rosemary McNally
- Raymond Roe como Bud Mitchell
- Ray Montgomery como Jim Mitchell
- Debbie Reynolds como Amiga de Boo (não-creditada)

## Produção
A Paramount Pictures também considerou produzir uma versão cinematográfica da peça teatral de Tighe e Lorimer, e Tighe, que era editora da revista House & Garden, considerou adaptá-la para um musical.
Bette Davis queria Dennis Morgan ou Jack Carson como ator principal, mas o diretor Windust e o produtor Henry Blanke a convenceram a aceitar Robert Montgomery como o protagonista masculino, argumentando que ele tinha um maior número de fãs. Blanke mais tarde admitiu que os dois acreditavam que Montgomery, que tinha quarenta e quatro anos, faria Davis, de quarenta, parecer mais jovem; mas depois de assistir algumas cenas, ele percebeu que eles haviam alcançado o efeito oposto, com Davis fazendo Montgomery parecer mais jovem.
"June Bride" foi filmado durante a campanha presidencial estadunidense de 1948. Uma fala proferida por Mary Wickes, referindo-se à reforma da antiquada casa dos Brinker, uma casa desleixada repleta de kitsch vitoriano, foi filmada duas vezes. Na primeira vez, Wickes dizia: "Como posso converter este McKinley fedorento em um Dewey moderno?", e a segunda vez com o nome Truman substituindo Dewey. Quando o filme estreou em Nova Iorque no final de outubro, a vitória de Dewey parecia certa, então a fala que confinha seu nome foi retida. Quando Truman inesperadamente ganhou a eleição, uma versão revisada foi enviada aos cinemas. Davis, uma firme apoiadora de Truman, enviou a Montgomery, que chefiou o Comitê Republicano de Hollywood em prol da eleição de Dewey, um telegrama vangloriando-se.
O sucesso do filme provou ser um oásis para a Warner Bros. e Davis, já que seus dois filmes anteriores foram fracassos de bilheteria. Foi o primeiro filme de comédia que Davis fazia desde 1942, quando estrelou em "The Man Who Came to Dinner". Como resultado, Davis recebeu um novo contrato para estrelar em quatro outros filmes com um salário de US$ 10.285 por semana, fazendo-a a mulher mais bem paga dos Estados Unidos na época. "June Bride" também reuniu Davis com duas membras do elenco – Fay Bainter, que em 1938, junto com Davis, ganhou um Oscar por "Jezebel"; e Mary Wickes, que participou com ela de "The Man Who Came to Dinner" em 1941 e "A Estranha Passageira" em 1942. Além disso, as duas jovens atrizes que interpretaram as irmãs Brinker – Barbara Bates e Betty Lynn – também foram escaladas para dois futuros filmes de Bette Davis. Mesmo sem ter tido nenhuma cena com Davis, Barbara Bates foi memoravelmente apresentada como Phoebe, uma jovem e implacável atriz oportunista que age de forma parecida com Eve Harrington (interpretada por Anne Baxter), na última cena do clássico vencedor do Oscar "All About Eve" (1950). Em 1949, Betty Lynn foi escalada como a filha de Davis em "Payment on Demand", que foi filmado naquele ano, mas não lançado até 1951. "June Bride" foi o penúltimo filme de Bette Davis com a Warner Bros. Em 1949, Davis estrelou "A Filha de Satanás" contra sua vontade e depois que o filme foi concluído, ela e a Warner se separaram depois de dezoito anos.
Davis reprisou seu papel de Linda Gilman em uma transmissão do Lux Radio Theatre em 29 de agosto de 1949, estrelando ao lado de James Stewart como Carey Jackson. Irene Dunne e Fred MacMurray assumiram os papéis em uma segunda adaptação do Lux em 28 de dezembro de 1953, e Marguerite Chapman e Jerome Thor estrelaram uma transmissão do Lux Video Theatre em 25 de agosto de 1955.

## Recepção
Em sua crítica para o The New York Times, Bosley Crowther descreveu o filme como "um veículo encantador [e] uma coisa sofisticada, em grande parte dependente de seus humores sobre um complexo de atitudes irônicas ... [É] também uma história bastante sólida de bons e velhos habitantes em sua cidade natal, nunca muito encharcada com sentimento e com apenas uma sombra satírica ao redor de sua borda".
William Brogdon, da Variety, escreveu que o filme é "uma decolagem às vezes sutil e maluca em revistas caseiras e na natureza humana. Ele carrega um obstáculo inicial à medida que os personagens são apresentados, mas uma vez no caminho, nunca decepciona a si mesmo ou ao público. A direção de Bretaigne Windust é sempre viva e extremamente capaz de ordenhar uma fala ou situação, seja satírica ou excêntrica, na filmagem do potente roteiro de Ranald MacDougall".
A revista Time escreveu: "Graças em grande parte a alguns diálogos brilhantes e uma atuação artística de Robert Montgomery, este é o melhor filme de Bette Davis em algum tempo".

### Bilheteria
De acordo com os registros da Warner Bros., o filme arrecadou US$ 1.882.000 nacionalmente e US$ 552.000 no exterior, totalizando US$ 2.434.000 mundialmente.